# Real Estamento Militar del Principado de Gerona
El Real Estamento Militar del Principado de Gerona es una de las reales corporaciones nobiliarias españolas, con sede en Gerona. Su Jefe Supremo es S.M. el Rey y su Cofrade Mayor es S.A.R. la Princesa de Gerona. El Consejo lo encabeza un Veguer-Presidente, que actualmente es el Marqués de Dou.

## Historia
Esta corporación nobiliaria fue fundada como Real Cofradía de San Jorge y Santa Isabel, después sólo de San Jorge, el 28 de agosto de 1386 por el duque de Gerona, más tarde Juan I de Aragón. El Principado de Gerona es el título que corresponde a los primogénitos de la Corona de Aragón. Fernando I de Aragón lo creó en 1414, al elevar la condición del antiguo ducado para su hijo, el futuro Alfonso V de Aragón. En la actualidad, es una de las dignidades dinásticas atribuidas por la Constitución Española de 1978 al heredero de la Corona española.
Durante el reinado de Carlos II se innovaron sus Estatutos y se ampliaron las Ordenanzas, adoptándose el color negro fileteado de rojo de su banda, colores del estado noble y de San Jorge. 
La estructura actual del Real Estamento ya está documentada antes de la guerra civil española. La corporación ejerce el título de "Real" por concesión de Alfonso XIII. Los vigentes Estatutos fueron aprobados por el Capítulo General el 22 de abril de 2003.

## Vinculación con la Corona
Como una de las reales corporaciones nobiliarias españolas, el Real Estamento tiene una importante vinculación con la Corona: 

Su Católica Majestad el Rey de España, Augusto Señor Don Felipe VI, Conde de Barcelona (q.D.g.) es Jefe Supremo del Real Estamento Militar del Principado de Gerona, Cofradía de San Jorge. Su Majestad la Reina Doña Letizia es la Primera Dama. 
Su Alteza Real la Princesa Doña Leonor de Borbón; Princesa de Gerona, de Asturias y de Viana, Duquesa de Montblanc, Condesa de Cervera y Señora de Balaguer, es Cofrade Mayor de esta Corporación, que ostenta el título de su Principado. 
Como clase de etiqueta, el Real Estamento cumplimenta a la Corona en ocasión de bodas, onomásticas, nacimientos y aniversarios, hallándose representada en los funerales y entierros de las Reales Personas; así como también, en las honras fúnebres que se ofrecían anualmente en 28 de Febrero en sufragio de los Monarcas de las Dinastías españolas. Asimismo, es invitado a participar a los actos que se celebran en el Real Sitio de San Lorenzo de El Escorial, con motivo del Capítulo de las Reales Ordenes Militares de San Fernando y San Hermenegildo.

## Organización
El Capítulo del Real Estamento se reúne una vez al año, por los alrededores de la festividad de San Jorge, en la Catedral de Santa María de Gerona. Actualmente, la corporación reúne entre 400 y 450 miembros establecidos en Gerona, pero también del resto de provincias españolas y de otras partes del mundo como Francia, Italia y Gran Bretaña. La corporación está vinculada a la Iglesia y al Obispado de Gerona, que nombra un consiliario, cargo que siempre ostenta un canónigo del Cabildo catedralicio de la ciudad.  
El Real Estamento tiene su sede en la Catedral de Santa María de Gerona, en la capilla de San Jorge, si bien la sede corporativa actual se encuentra en la iglesia de Nuestra Señora de los Dolores, en la Plaza de la Merced de Gerona.  
Según los Estatutos de la corporación, para ingresar hay que probar la nobleza del primer apellido paterno y «la cristiandad, legitimidad y limpieza de sangre hasta los ocho bisabuelos».

## Fines y actividades
- La corporación ha contribuido y procura contribuir en obras de caridad y beneficencia de la diócesis de Gerona.
- Patrocina premios para estudios históricos locales que versan sobre la Cofradía, la ciudad de Gerona y su provincia.
- Organiza en Gerona conferencias sobre temas históricos locales.
- Participa y promociona actos musicales.